# Bruno Levy
Bruno Levy (* 3. srpna 1979) je francouzský režisér a fotograf. V roce 2001 natočil videoklip k písni „My Red Hot Car“ elektronického hudebníka, který vystupuje pod pseudonymem Squarepusher. Roku 2008 režíroval videoklip „Four Provinces“ rockové skupiny The Walkmen. Téhož roku pak natočil klip „Deboutonner“ pro německé duo Modeselektor. V roce 2009 založil spolu s Blakem Shawm audiovizuální projekt Sweatshoppe. V roce 2014 spolupracoval s hudebníkem Deantonim Parksem v projektu nazvaném World's End.